# Cyrus Vance
Cyrus Roberts Vance Sr. (Clarksburg, 1917. március 27. – New York, 2002. január 12.) amerikai ügyvéd, az Amerikai Egyesült Államok külügyminisztere Jimmy Carter elnöksége alatt 1977 és 1980 között. Ezt a pozíciót megelőzően az Egyesült Államok védelmi miniszter-helyettese volt a Johnson-kormányzatban. A Kennedy-kormány idején a hadsereg titkára és a Védelmi Minisztérium főtanácsosa volt.

## Pályafutása
Külügyminiszterként Vance tárgyalásközpontú külpolitikát folytatott, különös hangsúlyt fektetve a fegyverzetcsökkentésre. 1980 áprilisában lemondott, tiltakozásul az Operation Eagle Claw, az amerikai túszok megmentésére irányuló titkos küldetés ellen Iránban. Utóda Edmund Muskie lett.
Vance az 1924-es demokrata elnökjelölt és ügyvéd, John W. Davis unokatestvére (és fogadott fia) volt. Ő volt Cyrus Vance Jr. manhattani körzeti ügyész apja.
1978. január 6-án a Szent Koronát visszaszolgáltató küldöttség vezetőjeként beszédet mondott az Országház kupolacsarnokában.

## Fordítás
Ez a szócikk részben vagy egészben  a   Cyrus Vance című angol Wikipédia-szócikk fordításán alapul.  Az eredeti cikk szerkesztőit annak laptörténete sorolja fel. Ez a jelzés csupán a megfogalmazás eredetét és a szerzői jogokat jelzi, nem szolgál a cikkben szereplő információk forrásmegjelöléseként.